# Diaspor

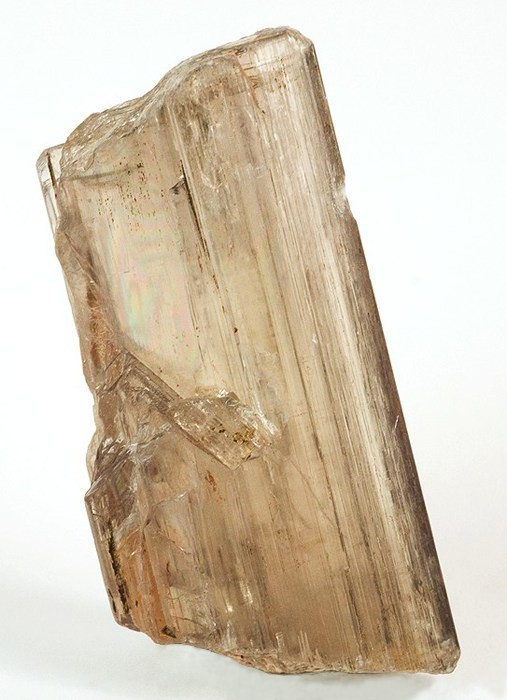

Diaspor (gr. diaspora = rozproszyć, rozsypywać się) – rzadki minerał z gromady wodorotlenków. 
Jego nazwa nawiązuje do zachowania tego minerału podczas ogrzewania. Ogrzany do wysokich temperatur przechodzi w korund.

## Charakterystyka

### Właściwości
- Spójność - kruchy
- Postać skupienia - blaszkowata i słupkowo-ziarnista
- Inne cechy - odporny na działanie kwasów i KOH.

Uwodniony tlenek glinu o zawartości tego pierwiastka 44,9%. Występuje w skupieniach drobnołuseczkowych, blaszkowych, naciekowych. Na ścianach kryształów wykazuje charakterystyczne zbrużdżenia. Jest kruchy, przezroczysty, podczas podgrzewania wydaje trzaski i rozpada się. 

### Występowanie
Powstaje w strefie metasomatozy kwarcytowej pod wpływem gorących ultrakwaśnych roztworów, które wyługowują alkalia, pierwiastki ziem alkalicznych i żelazo, nasycają skały krzemionką i tlenkiem glinu. Występuje w skałach metamorficznych, w łupkach krystalicznych, utworach hydrotermalnych, a także wśród skał osadowych.
Miejsca występowania:
- Na świecie: Turcja – Masyw Menderes, Rosja – na Uralu, Włochy – san Giovanni Rotundo, Foggia, Chiny, Uzbekistan, Francja, Grecja, USA – Massachusetts, Kalifornia.

- W Polsce: na Dolnym Śląsku w okolicach Jordanowa i Sobótki.

### Zastosowanie
- w przemyśle hutniczym jako ruda glinu (aluminium),
- topnik w metalurgii stali,
- stosowany w przemyśle chemicznym do produkcji materiałów ogniotrwałych, składniki farb,
- poszukiwany przez kolekcjonerów,
- sporadycznie stosowany w jubilerstwie.